# Désiré Bourgeois
Désiré Bourgeois (ur. 13 grudnia 1908 w Malines, zm. 29 stycznia 1996) – belgijski piłkarz i trener, reprezentant kraju.

## Kariera klubowa
Bourgeois całą swoją karierę piłkarską spędził w drużynie FC Malinois. Swój pierwszy mecz w barwach drużyny z Mechelen rozegrał w 1926, i był to jedyny rozegrany przez niego mecz w sezonie 1926/27. Jego zespół spadł z Eerste klasse, jednak po zaledwie roku przerwy i wygraniu Tweede klasse powrócił na najwyższy szczebel.
Bourgeois przez lata stanowił o sile drużyny, dla której w 8 sezonach rozegrał powyżej 20 spotkań w lidze. W swoim najlepszym sezonie (1928/29) strzelił w lidze aż 20 bramek. Był piłkarzem drużyny z Mechelen do 1940, kiedy to z powodu II wojny światowej rozgrywki ligowe w Belgii zostały zawieszone. Konsekwencją tego było zakończenie kariery przez Bourgeiosa.
| Sezon   | Klub        | Kraj   | Rozgrywki     | Mecze | Bramki |
| ------- | ----------- | ------ | ------------- | ----- | ------ |
| 1926/27 | FC Malinois | Belgia | Eerste klasse | 1     | 0      |
| 1927/28 | FC Malinois | Belgia | Tweede klasse | 17    | 10     |
| 1928/29 | FC Malinois | Belgia | Eerste klasse | 25    | 20     |
| 1929/30 | FC Malinois | Belgia | Eerste klasse | 25    | 17     |
| 1930/31 | FC Malinois | Belgia | Eerste klasse | 20    | 7      |
| 1931/32 | FC Malinois | Belgia | Eerste klasse | 20    | 5      |
| 1932/33 | FC Malinois | Belgia | Eerste klasse | 25    | 1      |
| 1933/34 | FC Malinois | Belgia | Eerste klasse | 26    | 0      |
| 1934/35 | FC Malinois | Belgia | Eerste klasse | 19    | 0      |
| 1935/36 | FC Malinois | Belgia | Eerste klasse | 21    | 0      |
| 1936/37 | FC Malinois | Belgia | Eerste klasse | 25    | 0      |
| 1937/38 | FC Malinois | Belgia | Eerste klasse | 4     | 1      |
| 1938/39 | FC Malinois | Belgia | Eerste klasse | 0     | 0      |
| 1939/40 | FC Malinois | Belgia | Eerste klasse | 1     | 0      |

## Kariera reprezentacyjna
Karierę reprezentacyjną rozpoczął 25 lutego 1934 w meczu przeciwko Irlandii, zremisowanym 4:4. Drugi, i zarazem ostatni mecz w reprezentacji zagrał 11 marca 1934 przeciwko Holandii, w którym Belgia poniosła porażkę aż 3:9.
W 1934 został powołany przez trenera Hectora Goetincka na Mistrzostwa Świata 1934. Jego reprezentacja poległa w pierwszej rundzie z Niemcami 2:5, a Bourgeois przesiedział ten mecz na ławce rezerwowych.
Po tym turnieju nie był więcej powoływany do reprezentacji, a jego dorobek występów w drużynie narodowej zatrzymał się na dwóch spotkaniach.
| Mecze i gole w reprezentacji | Mecze i gole w reprezentacji | Mecze i gole w reprezentacji | Mecze i gole w reprezentacji | Mecze i gole w reprezentacji | Mecze i gole w reprezentacji | Mecze i gole w reprezentacji |
| #                            | Data                         | Miasto                       | Przeciwnik                   | Gol                          | Wynik                        | Rozgrywki                    |
| ---------------------------- | ---------------------------- | ---------------------------- | ---------------------------- | ---------------------------- | ---------------------------- | ---------------------------- |
| 1.                           | 25.02.1934                   | Dublin                       | Irlandia                     |                              | 4:4                          | el. MŚ 1934                  |
| 2.                           | 11.03.1934                   | Amsterdam                    | Holandia                     |                              | 3:9                          | towarzyski                   |

## Kariera trenerska
Bourgeois w swojej karierze trenerskiej pracował tylko dla jednej drużyny. Trzykrotnie prowadził drużynę KV Mechelen w latach 1947–1952, 1952–1953 oraz 1954–1955. W sezonie 1947/1948 poprowadził zespół do mistrzostwa Eerste klasse, co było jego największym osiągnięciem jako trenera.

## Sukcesy

### Zawodnik
KV Mechelen
- Mistrzostwo Tweede klasse (1): 1927/28

### Trener
KV Mechelen
- Mistrzostwo Eerste klasse (1): 1947/48